# Sant'Andrea in Vincis

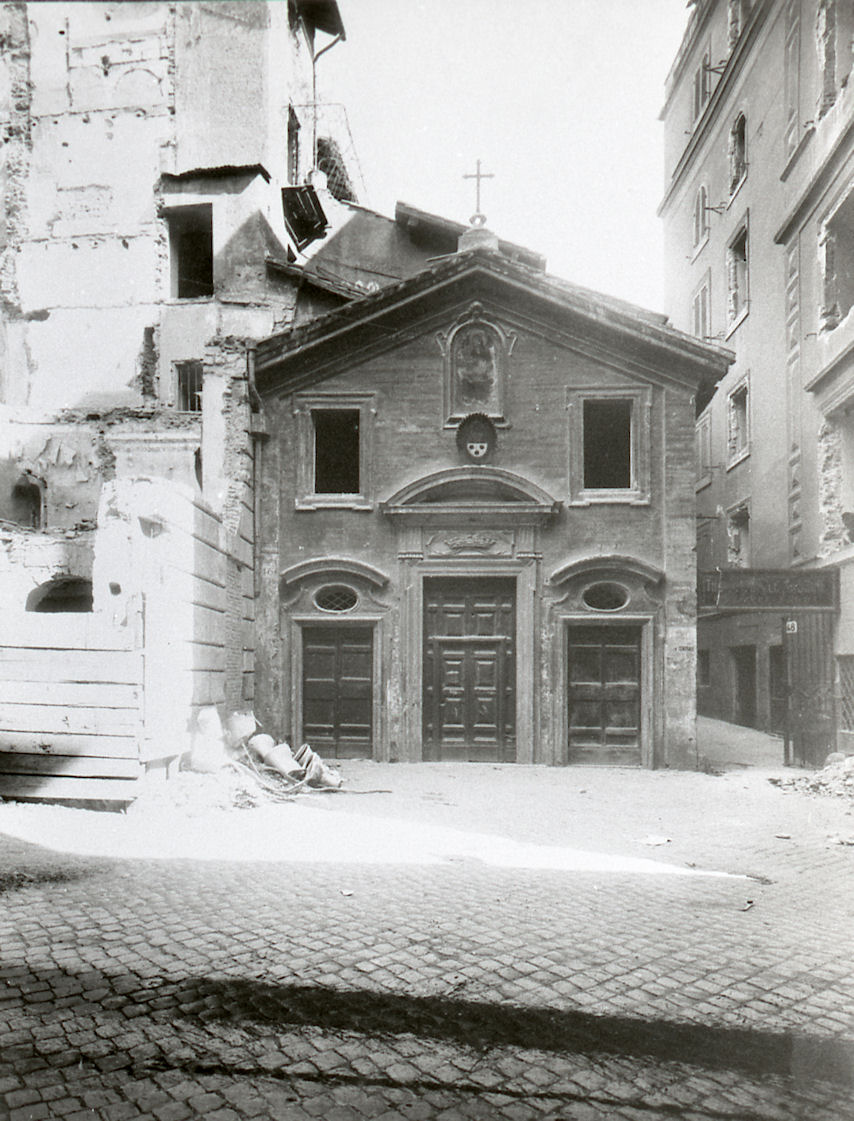
Fotografia do início do século XX.

Sant'Andrea in Vincis, também conhecida como Sant'Andrea de Funariis e Sant'Andrea in Mentuza, era uma igreja de Roma localizada na Via di Tor dei Specchi, a atual Via del Teatro di Marcello, no rione Campitelli, perto da encosta oeste do monte Capitolino. Era dedicada a Santo André. "Vincis" supostamente se refere aos grilhões com os quais os presos na prisão vizinha estavam detidos. Segundo outra teoria, "vincis" seria uma corruptela do nome familiar Guinizi. Segundo uma terceira teoria, "vincis" seria uma corruptela de "vinci" ou "vimini" era uma referência a elos de correntes. "Funaris" é uma referência a cordas. Aparentemente, cordas e correntes eram fabricadas nas imediações na Idade Média. Finalmente, "Mentuza" seria uma distorção de "Matuta", uma referência ao Templo de Mater Matuta, do século V a.C., nas imediações.

## História

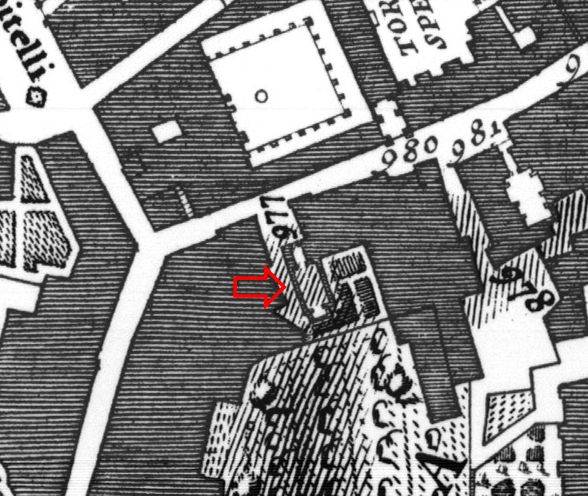
Localização no Mapa de Nolli (1748).

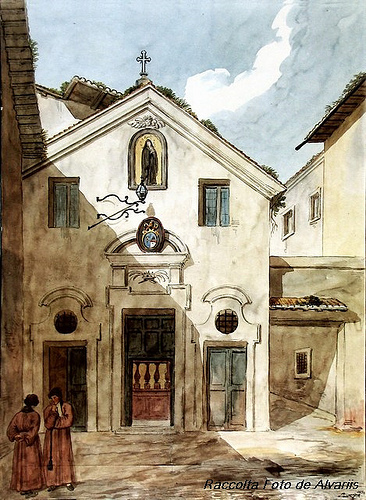
Aquarela de Achille Pinelli (1834).

Esta igreja foi mencionada pela primeira vez no Catalogo di Cencio Camerario, uma lista das igrejas de Roma compilada por Cencio Savelli em 1192, com o nome de Sco. Andree Funariorum. Em 1406 foi fundada em Roma a Università [Confraria] dei Marmorari, a guilda dos trabalhadores de mármore, que passaram a utilizar o Oratorio di San Silvestro da igreja de Santi Quattro Coronati. Em 1597, eles passaram a utilizar a igreja de San Leonardo de Albis, mas ela foi demolida no início do século XVII para permitir a construção do Palazzo Costaguti, na Piazza Mattei. Finalmente, a guilda recebeu, em 1623, a posse de Sant'Andrea e, no século seguinte, ela foi completamente reformada, ganhando uma nova fachada barroca de Carlo Puri de Marchis (c. 1720–1795).

## Descrição

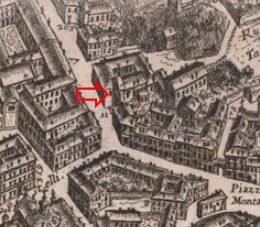
Localizada da igreja no mapa de Giovanni Antonio Falda (1676). Nesta imagem, o Monastero di Tor de' Specchi está do outro lado da rua que seria transformada na Via del Teatro di Marcello.

A rua na qual a igreja estava localizada era chamada de Strada di Tor de' Specchi antes de ter sido incorporada pela Via del Teatro di Marcello e drasticamente alargada. A rua antiga era estreita e corria imediatamente abaixo dos muros do Monastero di Tor de' Specchi; a igreja ficava recuada em relação à rua do outro lado de uma pequena praça quadrada (um indicativo de sua origem antiga), anterior à via. O local atualmente fica perto da esquina com a Via Montanara, na direção da Piazza Venezia. Do outro lado da entrada medieval para o convento, do outro lado rua, é possível encontrar um nicho arqueado no muro de contenção e a igreja costumava ficar à esquerda dele. A linha da fachada ficava aproximadamente onde fica atualmente a linha dupla branca pintada no meio da Via del Teatro di Marcello.
A ordem inferior desta fachada tinha três portais, dos quais os laterais eram coroados por tímpanos curvos quebrados. No meio da ordem superior ficava um afresco do século XV representando a Virgem e o Menino. No interior, o altar-mor abrigava uma pintura representando o martírio dos Quatro Mártires Coroados de um aluno de Caravaggio. Ela chegou a ser atribuída ao mestre, mas pesquisas posteriores revelaram que ela era de Giovanni Antonio Galli, Lo Spadarino. O afresco no teto representava a "Glória dos Quatro Mártires Coroados" e era obra de Antonio Nessi, um aluno de Sebastiano Conca. Além disto, havia ainda pinturas no coro de um artista anônimo representando a morte, o sepultamento e a glorificação dos Quatro Mártires. Na restauração de 1762, uma sala foi encontrada sob o altar com afrescos e três túmulos.
Durante a década de 1920, um enorme programa de obras foi realizado para liberar o monte Capitolino de suas construções medievais e todo a vizinhança que ficava entre Santa Maria in Aracoeli e o Teatro de Marcelo, incluindo edifícios sagrados, foi demolida. A igreja de Sant'Andrea especificamente foi demolida em 1929. Seus móveis e seus arquivos foram preservados pelo Museo di Roma. Durante as obras de demolição, partes de uma igreja medieval e de um outro edifício do século X foram descobertos.